# Neusoft
Neusoft est une entreprise informatique fondée en 1991 dont le siège social est situé à Shenyang en Chine.